# فرانك إي. كيربي
فرانك إي. كيربي (بالإنجليزية: Frank E. Kirby)‏ هو مهندس أمريكي، ولد في 1849، وتوفي في 1929.